# Țara Oașului
Țara Oașului este o Romanie populară, adică o regiune geografică, istorică și etno-culturală românească alcătuită din Depresiunea Oașului și din munții care o delimitează, Munții Oaș și Munții Gutâi cu ramificațiile lor. Este aflată în nordul Transilvaniei, în județele Maramureș și Satu Mare. 
Capitala și cel mai mare oraș al Țării Oașului este Negrești-Oaș.
Oașul este vestit pentru tradițiile sale specifice, care s-au conservat în forme originale până aproape de zilele noastre. 

## Etimologie

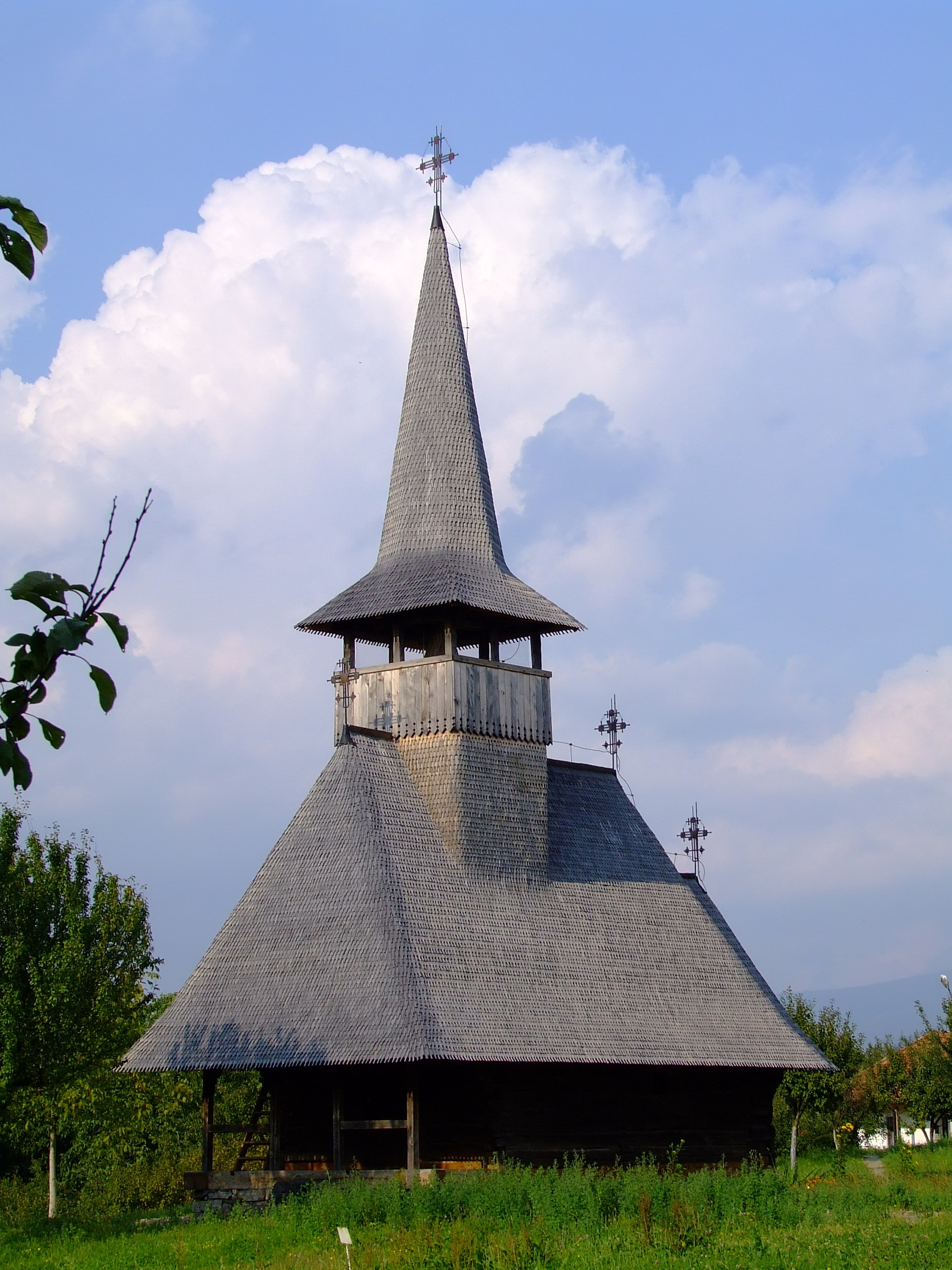
Biserica de lemn din Lechința, Muzeul Țării Oașului, anul 2008

Asupra etimologiei Țării Oașului există mai multe păreri. Gustav Weigand presupune că este vorba de numele unui voievod local, Oașu. Alexandru Doboș îl pune pe seama cuvântului avas, care înseamnă „păduri vechi, seculare”; alții că ar deriva de la cuvântul maghiar havas, care tradus înseamnă loc înzăpezit. Alții îl derivă din avaș, care derivă din cuvântul maghiar avas, și înseamnă loc liber, curățat de arbuști și mărăcini.

## Geografie

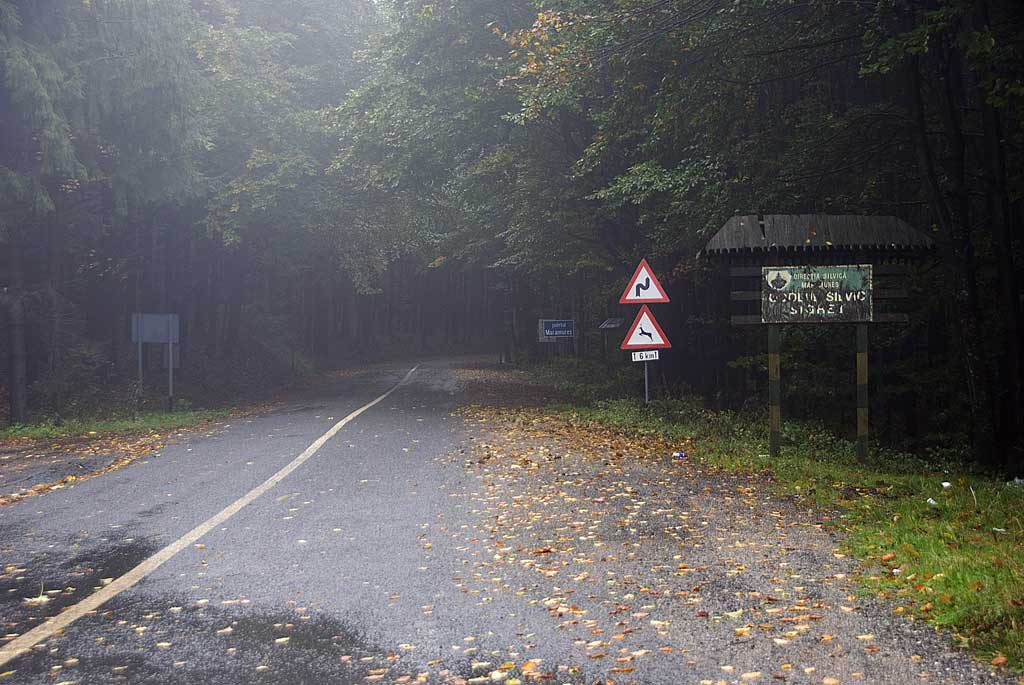
Pasul Huta

Țara Oașului se întinde pe aproximativ 755,30 km², de la Turț - Gherța Mare - Gherța Mica (în limita vestică) pâna la pasul Huta - 640 m alt. (în limita estică) și de la Cămărzana (la nord) spre sud până la munții ce împrejmuiesc localitățile Orașu Nou - Racșa - Vama.
Țara Oașului cuprinde următoarele comune și sate: Orașu Nou, Prilog, Racșa, Orașu Nou-Vii, Certeze, Huta Certeze și Moișeni, Vama, Vama Bai, Călinești-Oaș, Lechința, Coca, Târșolț, Aliceni, Boinești, Bixad, Cămărzana, Bătarci, Tarna Mare și Negrești-Oaș (oraș).
Depresiunea Oaș prezintă altitudini maxime de 400-500 m. Localitățile sunt așezate dealungul văilor ce străbat Țara Oașului. În partea de nord este bazinul Lechincioarei care cuprinde Valea Mare, Valea Semănaturii și Valea Lechincioarei. În partea de sud Țara Oașului este străbătută de râul Tur și afluenții Alb și Rău.
Închisă de Carpați la nord, est și sud, depresiunea Oaș prezintă o importantă deschidere a suprafeței către vest, unde se desfășoară și cea mai largă deschidere formată de părțile Turului și Talnei. În această zonă, depresiunea ia contact cu câmpia Someșului și Tisei, primind influența directă a maselor de aer umed oceanic, în timp ce înălțimea Carpaților Orientali împiedică pătrunderea curenților reci de nord-est.

## Surse și istorie

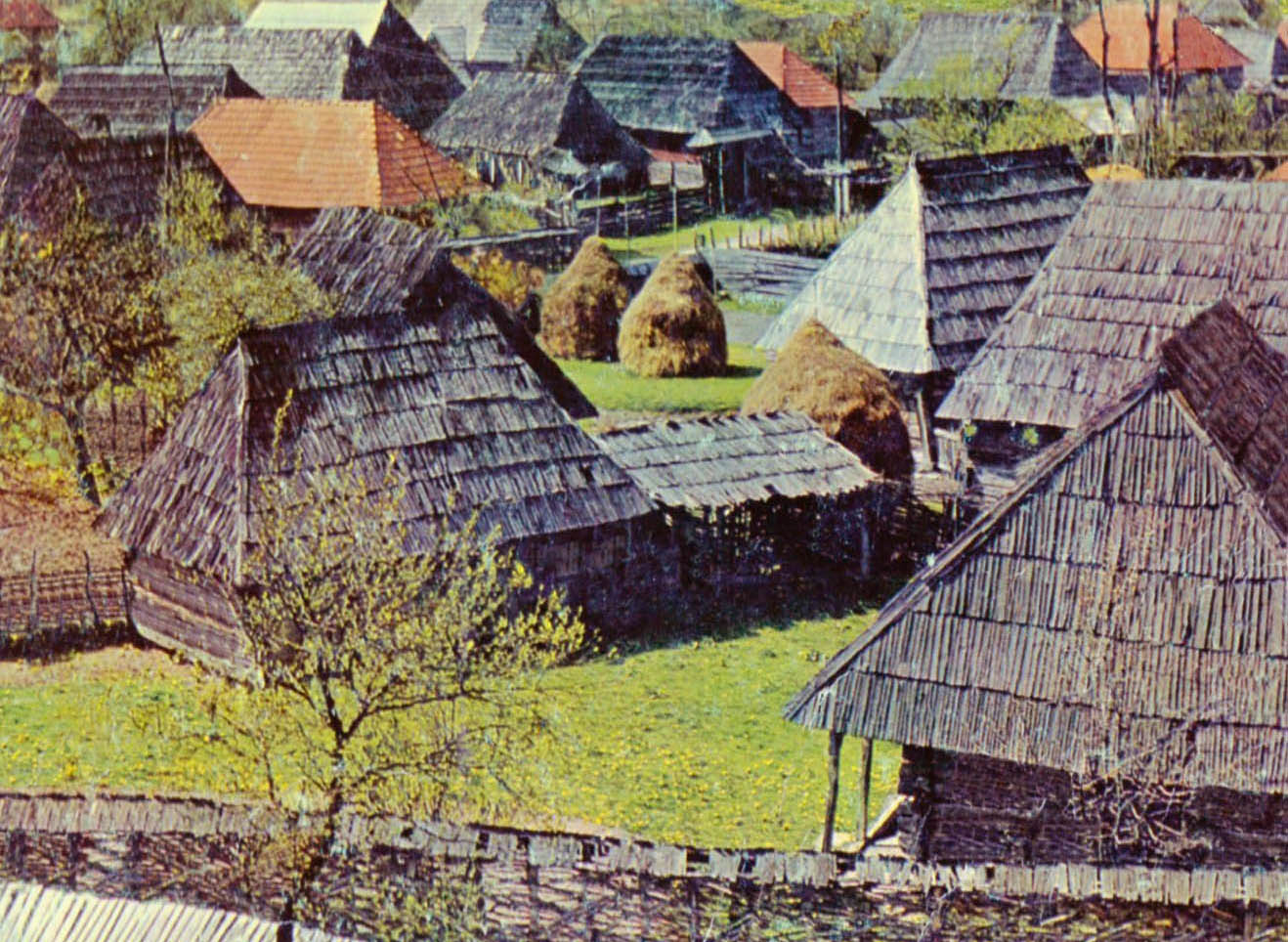
Muzeul satului din Negrești-Oaș.

## Personalități ale Țării Oașului

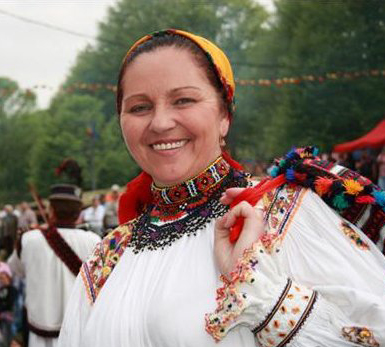
Maria Tripon, interpretă și ambasador al muzicii populare oșenești

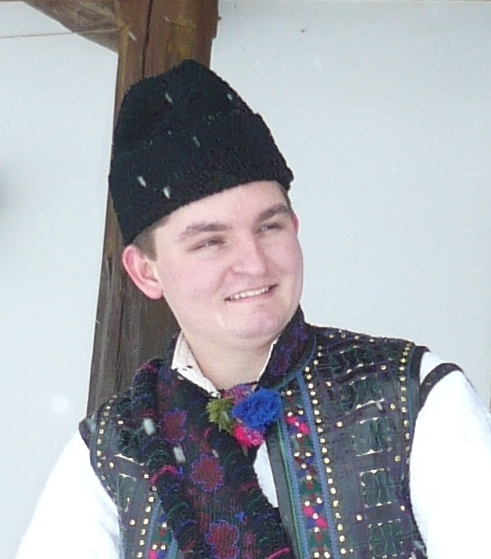
Ionuț Silaghi de Oaș, artist, reprezentant al zonei etnofolclorice Țara Oașului, într-un costum tradițional din Țara Oașului